# Kwas piwalowy
Kwas piwalowy (nazwa skrótowa PvOH) – organiczny związek chemiczny z grupy kwasów karboksylowych. Ze względu na dużą zawadę przestrzenną (grupa tert-butylowa) estry piwalowe są szczególnie trwałe i są wykorzystywane jako grupy ochronne funkcji hydroksylowych.
Jest izomerem konstytucyjnym kwasu walerianowego.